# 위안화의 국제화
2000년대 후반부터 중화인민공화국(PRC)은 공식 통화인 런민비(RMB)를 국제화하려고 노력해 왔다. 런민비 국제화는 중국이 딤섬 본드 시장을 설립하고 역외 런민비 유동성 풀을 구축하는 데 도움이 되는 국경 간 무역 런민비 결제 시범 프로젝트를 확장하면서 2009년에 가속화되었다. 런민비는 2013년에 세계에서 8번째로 많이 거래된 통화였고 2014년 초에는 7번째로 많이 거래되었다.
2014년 11월 상하이-홍콩 증시 연결(SSE 및 HKEx)의 출범은 중국이 국제화의 다음 단계에 접어들게 했다. 2015년 1월, 리커창 중국 총리는 선전과 홍콩 증권거래소를 연결하는 두 번째 증시 연결을 계획하고 있다고 발표했다. 중국의 런민비 국제화 및 외환(FX) 개혁은 빠르게 진행되고 있으며, 향후 몇 년 내에 완전한 태환성이 예상된다. 2014년 홍콩은 거주민에 대한 일일 2만 런민비 전환 제한을 해제했다.

## 역사
21세기 초까지 런민비는 완전한 태환성이 아니었고 중국으로의 유입 및 유출에 심한 제한을 받았다. 중국 정부의 지시에 따라 중국인민은행(PBoC)은 2008년경부터 완전 태환성을 향한 움직임을 시작했다. 이는 상업 무역, 서비스 비용 지불, 이자 지불, 배당금 지불 등 모든 경상 계정 거래에 대해 중국 외 지역에서 런민비를 사용하는 것을 허용하고, 외국인 직접 투자(FDI) 및 해외 직접 투자(ODI)와 같은 특정 승인된 자본 계정 거래에 대해 런민비를 사용하는 것을 허용하는 형태로 이루어졌다. 중앙은행과 역외 참여 은행은 잉여 런민비를 중국 은행간 채권 시장 (CIBM 쿼터)을 통해 본토 은행간 채권 시장에 투자하거나, RQFII 쿼터를 통해 본토 중국에 투자하거나, QDII 쿼터를 통해 본토에서 역외에 투자할 수 있으며, 여기에는 Qualified Domestic Individual Investors 프로그램(소위 QDII2)을 통한 본토 개인의 역외 투자가 포함된다.
국제은행간통신협회(SWIFT)에 따르면, 런민비 국제화의 경로는 세 단계로 나눌 수 있다. 첫째는 무역 금융에서의 사용, 그 다음은 투자, 그리고 장기적으로는 준비 통화로서의 사용이다.
2004년 이전에는 위안화가 중국 밖으로 나가는 것이 허용되지 않았다. 2004년, 중국은 특히 남부와 서부 국경 지역에서 위안화로 국경 무역을 허용하기 시작했다. HKMA는 2001년 11월에 홍콩에서 개인 런민비 사업을 도입하여 홍콩과 본토 간의 경제 및 사회 교류를 촉진하고 홍콩의 런민비 현금을 은행 시스템을 통해 질서정연하게 본토로 다시 유입시키는 아이디어를 중국인민은행에 처음 제안했다. 2003년 11월, 국무원은 홍콩에서 개인 런민비 사업 도입을 승인했으며, 이어서 청산 은행의 지정, 결제 시스템 연결 및 국경 간 런민비 현금 운송 약정 수립이 이루어졌다. 홍콩의 은행들은 2004년 2월 25일부터 개인 계좌에 대한 런민비 예금 수령, 환전, 송금 및 직불카드 및 신용카드 서비스를 제공하기 시작했다. 2014년 5월년 기준, 전 세계 결제의 1.47%가 런민비로 결제되었으며, 이는 런민비가 세계에서 7번째로 많이 거래되는 통화임을 의미한다. 월평균 런민비 무역 결제액은 2013년 3200억 위안에서 2014년 4800억 위안으로 증가했다.

### 2007: 딤섬 본드 및 역외 런민비 채권 시장의 탄생
딤섬 본드 시장은 일반적으로 홍콩에서 발행되는 런민비 표시 채권을 의미한다. 딤섬 본드의 대부분은 CNH로 표시되지만, 일부는 CNY와 연동되어 있다(그러나 USD로 지급된다). 2007년 7월, 딤섬 본드는 국가개발은행이 처음으로 총 6억 5,700만 달러어치를 발행했다. 이 금융 자산들은 현지 통화가 아닌 런민비로 외국인 투자자에게 발행되었다.
2009년 6월, 중국은 홍콩의 금융 기관들이 딤섬 본드를 발행할 수 있도록 허용했다. HSBC는 이러한 채권을 발행한 최초의 기관이었다. 2010년 8월, 맥도날드는 딤섬 본드를 발행한 최초의 기업이었다. 10월에는 아시아개발은행(ADB)이 12억 위안 규모의 10년 만기 채권을 발행하여 딤섬 본드를 발행한 최초의 초국가적 기관이 되었으며 홍콩증권거래소에 상장된 최초의 발행자가 되었다. 딤섬 본드 시장은 2010년(358억 위안)부터 2013년(1166억 위안)까지 2.3배 성장했으며, 2013년 말 현재 미결제액은 3100억 위안이다.
2012년 8월, 중국과 중화민국은 새로운 해협 간 통화 결제에 관한 양해각서를 체결했으며, 2013년 3월에는 차이나 트러스트 상업은행(China Trust Commercial Bank)이 대만 시장(포모사 채권)에서 런민비 채권을 발행한 최초의 은행이 되었다. 11월에는 본토 은행들이 자격을 얻은 후 중국건설은행(홍콩)이 포모사 채권을 발행했다.

### 2008: 국경 간 무역 런민비 결제 시범 프로젝트
출처:
1단계: 2008년 12월 24일, 중국은 (i) 윈난성 및 아세안 국가를 포함한 대메콩강 유역 국가들 (ii) 광둥성 및 홍콩과 마카오 간의 런민비 수입 및 수출을 허용했다.
2단계: 2009년 7월 1일, 중국은 런민비 결제 시범 프로젝트에 대한 규정을 공식적으로 발표하고 상하이와 광둥의 4개 도시(광저우, 선전, 주하이, 둥관)를 홍콩, 마카오 및 아세안 국가들과 함께 개방했다.
2010년 7월 1일, 이는 20개 시범 지역(4개 직할시[베이징, 톈진, 충칭, 상하이], 12개 성[랴오닝, 장쑤, 저장, 푸젠, 산둥, 후베이, 광둥, 하이난, 쓰촨, 윈난, 지린, 헤이룽장] 및 4개 자치구[광시, 내몽골, 신장 위구르, 티베트])의 본토 지정 기업(MDE)으로 확대되어 전 세계 모든 국가와의 경상 계정 항목에 대한 국경 간 결제를 허용했다.
2014년까지 런민비 국경 간 무역 결제액은 5조 9천억 위안에 달해 전년 대비 42.6% 증가했으며, 이는 중국 무역량의 22%를 차지한다.

### 2009: 역외 런민비(CNH)
2009년 이래 중국은 아르헨티나, 벨라루스, 브라질, 캐나다, ECB, 홍콩, 아이슬란드, 인도네시아, 말레이시아, 싱가포르, 대한민국, 태국, 영국, 우즈베키스탄, 타지키스탄 등 수많은 국가 및 지역과 통화 스와프 협정을 체결했다. 홍콩의 런민비 예금은 2004년 120억 위안에서 2009년 590억 위안으로 점차 증가했다.
2010년 8월 17일, 중국인민은행은 중앙은행, 런민비 역외 청산 은행, 역외 참여 은행이 잉여 런민비를 채권 증권 또는 본토 은행간 채권 시장에 투자할 수 있도록 허용하는 정책을 발표했다. 10월에는 중국이 런민비 해외 직접 투자(ODI 런민비 결제 시범)를 추가로 개방하고 신장을 최초의 시범 성으로 지정했다(2011년 초에는 20개 시범 지역으로 확대되었다). 2010년 11월, 중국과 러시아는 양자 무역에서 미국 달러를 교환 매체로 포기하고 자국 통화로 거래를 시작했다. 이어서 일본도 2011년 12월에 이를 따랐다. 12월 19일, 윈난성의 CFETS (은행간 외환 거래 시스템)에서 위안화와 태국 밧 간의 직접 거래가 시작되었고, 12월 31일, 인민은행은 적격 외국인 기관투자자 (RQFII)로 승인된 자산운용사와 증권사가 국내 증권 시장에 투자하는 시범 프로그램 시행 조치에 관한 중국인민은행 발표를 발표했다. RQFII 프로그램은 홍콩에 런민비 투자 펀드를 설립하고 본토 중국의 증권 시장에 투자할 수 있도록 허용한다.
2011년 1분기에 런민비는 국제 무역량 면에서 역사상 처음으로 러시아 루블을 추월했다.

### 2013: 상하이 자유 무역 지대(SFTZ)
2013년 6월, 영국은 중국과 공식 통화 스와프 라인을 설정한 최초의 G-7 국가가 되었다.
상하이 자유 무역 지대(SFTZ)는 2013년 9월 29일에 출범했으며, 주요 시행 세부 사항은 2014년 5월에 발표되었다. SFTZ는 전국적으로 확대되기 전 무역, 투자 및 금융 개혁을 위한 시험장으로 사용되었다. 런민비는 자유 무역 계정(FTA), 비거주자 온쇼어 계정 및 역외 계정 간에 자유롭게 유통될 수 있다. SFTZ 외부의 거주자 온쇼어 계정과 동일 법인의 FTA 간의 거래도 인민은행 및 SAFE에서 아직 승인되지 않은 자본 계정 거래를 포함하지 않는 한 허용된다.
2013년 현재 런민비는 세계에서 8번째로 많이 거래되는 통화이다.
2014년 7월 현재, 25개국이 인민은행과 런민비 양자 스와프 협정을 체결했으며, 총 시설 규모는 2조 7천억 위안을 초과한다.
역외 런민비(CNH) 시장의 규모는 현재 여전히 제한적이며, 역외 런민비 예금(약 1조 5천억 위안, 이 중 70%는 홍콩에 있음)은 역내 예금(약 100조 위안)의 약 1%에 불과하여, 역외 대 역내 미국 달러 예금 비율인 30%보다 훨씬 낮다. 역외 런민비 외환 시장(CNH)의 평균 일일 거래량은 2013년 말 현재 약 200억 달러였다. 11월 17일, 상하이-홍콩 증권 거래소 연동과 동시에 HKMA는 위안화 일일 전환 한도(2만 위안)를 해제했다.

### 2016: 국경 간 금융
2016년 5월 3일부터 중국인민은행은 국경 간 금융의 거시 건전성 관리 시범 프로그램을 자유 무역 지대에서 전국으로 확대했다.

### 2019: QFII 및 RQFII 해제
2019년 9월, SAFE는 QFII(2002년 출시) 및 RQFII(2011년 출시) 쿼터가 철회되었다고 발표했다. 2019년 8월 현재 런민비는 세계 결제 통화 중 5위로 시장 점유율 2.22%를 차지하며, USD(42.52%), EUR(32.06%), GBP(6.21%), JPY(3.61%)에 이어 뒤를 잇는다.

### 2020: QFII 및 RQFII 병합
2020년 9월, 중국인민은행과 SAFE는 두 주요 외국인 투자 프로그램인 QFII와 RQFII가 11월부터 통합될 것이라고 발표했다. 기타 변경 사항에는 간소화된 신청 절차, 단축된 심사 기간, 중개 기관 제한 없음, 데이터 제출 요구 사항 감소 및 투자 범위 확대 등이 포함된다. 별도로 SAFE는 QDII 제도에 따라 18개 기관에 33억 6천만 달러를 추가로 부여하여 총 제도를 157개 기관에 걸쳐 1073억 4천만 달러로 확대했다.

### 준비 통화로서의 런민비
런민비 국제화의 길은 아직 갈 길이 멀다.
- 첫째, 본국 경제의 규모는 다른 경제에 비해 커야 한다.
- 둘째, 낮은 인플레이션, 작은 재정 적자, 안정적인 성장 형태의 경제 안정 또한 중요하다. 중국의 지지적인 정부 정책과 거시 경제 안정 기록은 최근 몇 년간 런민비의 매력에 분명히 기여했다. 1990년대 초 일본 버블의 붕괴는 아마도 엔화 국제화가 정체된 주요 이유 중 하나였을 것이다.
- 셋째, 강력한 공식적 및 제도적 지원. 이는 제2차 세계 대전 이후 달러가 글로벌 통화로 채택된 중요한 이유였으며, 브레턴우즈 체제를 통해 공식화되었다. 중국은 지난 몇 년간 아세안, 러시아, 영국, 독일, 캐나다, 오스트레일리아 등과 런민비 사용 및 인프라를 홍보해 왔다. 2014년 3월 중국개발포럼에서 중국인민은행(PBoC)은 개혁을 추진하면서 금융 규제를 강화하고, 예금 보험 제도를 확립하며, 금융 기관에 대한 시장 주도적 퇴출 메커니즘을 개선하는 것의 중요성을 강조했다.
- 넷째, 통화가 무역 자금을 조달하는 데 사용될 수 있고 투자자에게 충분히 큰 증권 시장을 제공할 수 있도록 깊고 개방적이며 잘 규제된 자본 시장이 필요하다. 중국 본토 자본 시장의 개방은 런민비가 주요 투자 통화가 되는 데 중요한 단계가 될 것이다. 이는 진전이 의도적으로 느렸던 분야 중 하나이다. 런민비가 진정한 글로벌 통화가 되고 더 널리 보유되는 준비 통화가 되려면 외국인 투자자들이 현지 자본 시장에 더 많이 접근하고, 더 깊은 글로벌 런민비 유동성 및 더 넓은 국경 간 유동 채널이 필요하다.

2020년 8월 14일, 중국인민은행은 "2020년 런민비 국제화 보고서"를 발표했다. 보고서는 런민비의 준비 통화 기능이 점차 나타나고 있다고 밝혔다. 2020년 1분기 런민비가 세계 외환 보유액에서 차지하는 비중은 2.02%로 사상 최고치를 기록했다. 2019년 말 현재 중국인민은행은 중국 본토 외 25개 국가 및 지역에 런민비 청산 은행을 설립하여 런민비 사용이 더욱 안전해지고 거래 비용이 감소했다.

## 주요 이정표
- 2002년 11월 적격 외국인 기관투자자 (QFII 규제)에 의한 국내 증권 투자가 발표되어[27] 외국인 투자자들이 본토 주식 시장(A-주식)에 접근할 수 있게 되었다.
- 2004년, 홍콩에서의 런민비 예금이 허용되었다. 2013년 말까지 런민비 예금은 총 8600억 위안으로 2010년 3150억 위안에서 증가했으며, 이는 홍콩 은행 시스템 전체 예금의 약 12%를 차지하며 2008년 1%에서 증가했다.[25]
- 2011년 (12월), 인민은행은 적격 외국인 기관투자자 (RQFII)로 승인된 자산운용사와 증권사가 국내 증권 시장에 투자하는 시범 프로그램 시행 조치에 관한 중국인민은행 발표를 발표했다. RQFII 프로그램은 홍콩에 런민비 투자 펀드를 설립하고 본토 중국의 증권 시장에 투자할 수 있도록 허용한다.[18]
- 2013년 12월, 국제은행간통신협회(SWIFT)에 따르면, 런민비는 유로화를 제치고 미국 달러에 이어 세계 무역 금융에서 두 번째로 많이 사용되는 통화가 되었다.[28]
- 2014년 (4월), 중국증권감독관리위원회(CSRC)와 홍콩 증권선물위원회(SFC)는 공동 성명을 통해 상하이-홍콩 증권 거래소 연결(Shanghai-Hong Kong Stock Connect)이라는 시범 거래 프로그램을 발표했으며, 이는 자격을 갖춘 본토 중국 및 홍콩 투자자들의 양방향 시장 간 주식 투자를 허용한다. 이 시범 프로그램은 상하이 증권거래소(SSE), 홍콩증권거래소(SEHK), 중국증권예탁결제유한공사(ChinaClear) 및 홍콩증권결제공사(HKSCC) 간에 운영될 예정이다. SSE와 SEHK는 투자자들이 현지 증권사나 브로커를 통해 서로의 시장에 상장된 적격 주식을 거래할 수 있도록 허용할 것이다.[29]
- 2014년 (5월), 상하이 자유 무역 지대가 구체화되었고, 이후 (7월 15일) SAFE는 16개 다른 산업 단지 및 경제 구역의 외국인 투자 기업(FIE)에 혜택을 확대하기 위해 Circular 36을 발행했다.[30]
- 2015년 (8월 11일), 중국인민은행은 USD/CNY의 고시 메커니즘을 시장 기반으로 개선했다.[31]
- 2015년 (10월 8일), 중국국제결제시스템(CIPS)이 SWIFT의 대안으로 출시되었다.[32][33]
- 2016년 (8월), 세계은행은 CIBM에서 최초로 SDR 채권을 발행했다 (SDR 5억, 3년 만기, 런민비 지급), 입찰 경쟁률은 2.47이었다.[34]
- 2017년 (5월 16일), 중국인민은행과 홍콩금융관리국은 본토와 홍콩 기관 투자자 간의 채권 거래를 가능하게 하는 채권 연결(Bond Connect)을 공동으로 발표했다.[35]
- 2018년 (3월), 상하이 국제 에너지 거래소에서 위안화 표시 원유 선물 계약이 출시되었다.[36]
- 2020년 런민비의 외환 시장 점유율은 4.3%로 상승했다(2016년 대비 0.3% 상승), 전 세계적으로 5위를 차지했지만, 전 세계 상품 무역에 10% 기여함에도 불구하고 결제액의 1.76%만 사용되었다. 70개 이상의 중앙은행과 통화 당국이 이미 런민비를 외환 보유고에 편입시켰다. 중국인민은행은 무역과 투자를 촉진하기 위해 런민비의 국경 간 사용을 더욱 용이하게 할 것이라고 밝혔다.[37]

## 금융 산업에 대한 영향
- 무역 결제 - 런민비의 국제화는 중국 본토 기업과 거래하는 외국 기업이 런민비로 무역을 결제할 수 있도록 허용하여 외환 비용을 절감하고 더 큰 시장으로의 기회를 열어주며 종종 더 나은 무역 조건을 확보할 수 있게 한다.
- 자금 조달 및 차입 - 딤섬 및 역외 런민비 채권 시장의 창설은 런민비 차입자에게 경쟁력 있고 다양한 자금 조달원에 접근할 기회를 제공한다. 이는 또한 국제 및 소액 투자자들에게도 기회를 열어주었다.
- 자본 관리 - 자유 무역 지대 기업은 해외와 직접 자금을 빌려주고 빌릴 수 있다(런민비 현금 풀링). 이를 통해 다국적 기업은 자금을 중앙에서 관리하고 전 세계적으로 런민비로 직접 결제할 수 있다.[38]

국제은행간통신협회(SWIFT)에 따르면, 많은 금융 기관들은 현재 런민비의 국제화가 은행들에게 새로운 수익원을 창출했기 때문에 런민비 무역 결제, 지급, 외환, 파생상품 및 청산 역량을 구축하고 있다.
[BSA의 중요성, 역외 청산 은행, 런민비에 대한 상품 가격 지수, 중앙은행의 준비 통화로서의 런민비 등 런민비 국제화의 특정 측면에 대한 영향에 대한 자세한 설명 필요]

## 런민비양자 스와프협정 목록
| 최초 협정        | 경제 협력국       | 외화 최대 가치 (연장 포함) | 런민비 최대 가치 (연장 포함) |
| ---------------- | ----------------- | -------------------------- | ---------------------------- |
| 2008년 12월 12일 | 대한민국          | KRW 64조                   | ¥3600억                      |
| 2020년 11월 25일 | 홍콩              | HKD 5900억                 | ¥5000억                      |
| 2009년 2월 8일   | 말레이시아        | MYR 900억                  | ¥1800억                      |
| 2009년 3월 11일  | 벨라루스          | BYR 16조                   | ¥70억                        |
| 2009년 3월 23일  | 인도네시아        | IDR 878조                  | ¥4000억                      |
| 2009년 3월 29일  | 아르헨티나        | ARS 380억                  | ¥700억                       |
| 2010년 6월 9일   | 아이슬란드        | ISK 660억                  | ¥35억                        |
| 2010년 7월 23일  | 싱가포르          | SGD 600억                  | ¥3000억                      |
| 2011년 4월 18일  | 뉴질랜드          | NZD 50억                   | ¥250억                       |
| 2011년 4월 19일  | 우즈베키스탄      | UZS 1670억                 | ¥7억                         |
| 2011년 5월 6일   | 몽골              | MNT 2조                    | ¥150억                       |
| 2011년 6월 13일  | 카자흐스탄        | KZT 1500억                 | ¥70억                        |
| 2011년 6월 23일  | 러시아            | RUB 8150억                 | ¥1500억                      |
| 2011년 12월 22일 | 태국              | THB 3200억                 | ¥700억                       |
| 2011년 12월 23일 | 파키스탄          | PKR 1400억                 | ¥100억                       |
| 2012년 1월 17일  | 아랍에미리트      | AED 200억                  | ¥350억                       |
| 2012년 2월 21일  | 튀르키예          | TRY 30억                   | ¥100억                       |
| 2012년 3월 22일  | 오스트레일리아    | AUD 300억                  | ¥2000억                      |
| 2012년 6월 26일  | 우크라이나        | UAH 190억                  | ¥150억                       |
| 2013년 3월 26일  | 브라질            | BRL 600억                  | ¥1900억                      |
| 2013년 6월 22일  | 영국              | GBP 210억                  | ¥2000억                      |
| 2013년 9월 9일   | 헝가리            | HUF 3750억                 | ¥100억                       |
| 2013년 9월 12일  | 알바니아          | ALL 358억                  | ¥20억                        |
| 2013년 10월 9일  | 유럽 연합         | EUR 450억                  | ¥3500억                      |
| 2014년 7월 21일  | 스위스            | CHF 210억                  | ¥1500억                      |
| 2014년 9월 16일  | 스리랑카          | LKR 2250억                 | ¥100억                       |
| 2014년 11월 3일  | 카타르            | QAR 208억                  | ¥350억                       |
| 2014년 11월 8일  | 캐나다            | CAD 300억                  | ¥2000억                      |
| 2014년 12월 23일 | 네팔              | NPR                        | ¥100억                       |
| 2015년 3월 18일  | 수리남            | SRD 5억 2천만              | ¥10억                        |
| 2015년 4월 10일  | 남아프리카 공화국 | ZAR 540억                  | ¥300억                       |
| 2015년 5월 25일  | 칠레              | CLP 2조 2천억              | ¥220억                       |
| 2015년 9월 5일   | 타지키스탄        | TJS 32억                   | ¥32억                        |
| 2019년 12월 5일  | 마카오            | MOP 350억                  | ¥300억                       |
| 2023년 11월 20일 | 사우디아라비아    | SAR 260억                  | ¥500억                       |
| 합계 (네팔 제외) |                   |                            | ¥3조 4640억                  |

## RQFII 프로그램 라이선스 및 쿼터 목록
| 날짜             | 국가           | 쿼터 상한선 (CNY) |
| ---------------- | -------------- | ----------------- |
| 2011년 12월 16일 | 홍콩           | 200억             |
| 2012년 4월 9일   | 홍콩           | 700억             |
| 2012년 11월 13일 | 홍콩           | 2700억            |
| 2013년 10월 15일 | 영국           | 800억             |
| 2013년 10월 22일 | 싱가포르       | 500억             |
| 2014년 3월 28일  | 프랑스         | 800억             |
| 2014년 7월 3일   | 대한민국       | 800억             |
| 2014년 7월 7일   | 독일           | 800억             |
| 2014년 11월 3일  | 카타르         | 300억             |
| 2014년 11월 8일  | 캐나다         | 500억             |
| 2014년 11월 17일 | 오스트레일리아 | 500억             |
| 2015년 1월 21일  | 스위스         | 500억             |
| 2015년 4월 29일  | 룩셈부르크     | 500억             |
| 2015년 5월 25일  | 칠레           | 500억             |
| 2015년 6월 27일  | 헝가리         | 500억             |
| 2015년 10월 31일 | 대한민국       | 1200억으로 증액   |
| 2015년 11월 17일 | 싱가포르       | 1000억으로 증액   |
| 2015년 11월 23일 | 말레이시아     | 500억             |
| 2015년 12월 14일 | 아랍에미리트   | 500억             |
| 2015년 12월 17일 | 태국           | 500억             |
| 2016년 6월 7일   | 미국           | 2500억            |
| 2016년 12월 21일 | 아일랜드       | 500억             |
|                  | 합계           | 1조 5100억        |

## 런민비 역외 청산 은행 목록
| 임명일           | 국가              | 청산 은행                      | 청산 시간 (GMT) |
| ---------------- | ----------------- | ------------------------------ | --------------- |
| 2003년 12월 24일 | 홍콩              | 중국은행, 홍콩                 | 00:30-21:00     |
| 2004년 9월       | 마카오            | 중국은행, 마카오 지점          |                 |
| 2012년 12월 11일 | 중화민국          | 중국은행, 타이베이 지점        |                 |
| 2013년 2월 8일   | 싱가포르          | 중국공상은행, 싱가포르 지점    |                 |
| 2014년 6월 18일  | 영국              | 중국건설은행, 런던 지점        |                 |
| 2014년 6월 19일  | 독일              | 중국은행, 프랑크푸르트 지점    |                 |
| 2014년 7월 4일   | 대한민국          | 교통은행, 서울 지점            |                 |
| 2014년 9월 15일  | 프랑스            | 중국은행, 파리 지점            |                 |
| 2014년 9월 16일  | 룩셈부르크        | 중국공상은행, 룩셈부르크       |                 |
| 2014년 11월 3일  | 카타르            | 중국공상은행, 도하             |                 |
| 2014년 11월 8일  | 캐나다            | 중국공상은행, 토론토           |                 |
| 2014년 11월 17일 | 오스트레일리아    | 중국은행, 시드니               |                 |
| 2015년 1월 6일   | 태국              | 중국공상은행, 방콕             |                 |
| 2015년 1월 6일   | 말레이시아        | 중국은행, 말레이시아           |                 |
| 2015년 5월 25일  | 칠레              | 중국건설은행, 산티아고         |                 |
| 2015년 6월 28일  | 헝가리            | 중국은행, 부다페스트           |                 |
| 2015년 7월 9일   | 남아프리카 공화국 | 중국은행, 요하네스버그         |                 |
| 2015년 9월 17일  | 아르헨티나        | 중국공상은행, 부에노스아이레스 |                 |
| 2015년 9월 30일  | 잠비아            | 중국은행, 루사카               |                 |
| 2015년 11월 30일 | 스위스            | 중국건설은행, 취리히           |                 |
| 2016년 9월 21일  | 미국              | 중국은행, 뉴욕                 |                 |
| 2016년 9월       | 러시아            | 중국공상은행, 모스크바         |                 |
| 2016년 12월      | 아랍에미리트      | 중국농업은행, 두바이           |                 |

누적 런민비 청산액은 40조 위안에 달했으며, 2013년부터 2014년까지 1300% 증가했다.
제안된 청산 허브
| 아시아-오세아니아 | 아시아-오세아니아 | 아시아-오세아니아        |
| 국가              | 도시              | 상태                     |
| ----------------- | ----------------- | ------------------------ |
| 오스트레일리아    | 시드니            | 협상 진행 중             |
| 아랍에미리트      | 두바이            | 협상 진행 중             |
| 아프리카          |                   |                          |
| 국가              | 도시              | 상태                     |
| 케냐              | 나이로비          | 협상 진행 중             |
| 유럽              |                   |                          |
| 국가              | 도시              | 상태                     |
| 프랑스            | 파리              | 2014년 6월 28일 MOU 체결 |
| 스위스            | 취리히            | 협상 진행 중             |
| 북아메리카        |                   |                          |
| 국가              | 도시              | 상태                     |
| 미국              | 샌프란시스코      | 협상 진행 중             |

## 중국 외 런민비 허브

### 오스트레일리아
중국은 오스트레일리아의 최대 교역국(2013년 1,200억 오스트레일리아 달러)이며, 2012년 3월 오스트레일리아 준비은행(RBA)은 중국인민은행과 2,000억 런민비 규모의 3년 만기 런민비 양자 스와프 협정을 체결했다.
2014년 2월 18일, 오스트레일리아 증권거래소(ASX)와 중국은행은 런민비 청산 및 결제(오스트레일리아에서)에 대한 협정을 체결했다. 4월에는 RBA가 외환 보유고의 최대 5%를 런민비 국채에 투자할 것이라고 발표했다. 11월 17일, RBA와 중국인민은행은 오스트레일리아에서 공식 런민비 청산 약정을 수립하는 MOU를 체결했으며, 중국인민은행은 오스트레일리아에 500억 런민비 RQFII 쿼터를 부여하여 승인된 오스트레일리아 소재 금융 기관이 런민비를 사용하여 중국 국내 채권 및 주식 시장에 투자할 수 있도록 허용했다.

### 캐나다
2014년 11월 8일, 캐나다는 미주 대륙에서 중국과 상호 통화 협정을 체결한 최초의 국가가 되어 캐나다 달러와 중국 위안화 간의 직접적인 거래를 가능하게 했다.

### 독일 (중국은행)
2014년 6월 19일, 중국인민은행과 독일연방은행이 체결한 양해각서에 따라 중국인민은행은 프랑크푸르트 중국은행 지점을 프랑크푸르트의 런민비 청산 은행으로 승인했다. 중국은 유럽 연합의 제1위 상품 공급국이자 세 번째로 큰 수출 시장이다. 유럽 연합-중국 연간 무역액은 10년 안에 1.5배(6600억 유로) 성장할 수 있다. 독일은 유럽 연합 내 중국의 최대 교역국(2013년 1386억 유로)으로, 유럽 연합의 대중국 수출의 45%, 유럽 연합의 대중국 수입의 28%를 차지했다. 런민비는 유로존에서 29%(유로존 외 유럽에서 38%)로 사용되었으며, 1년 전 19%에서 증가했다. 런민비 예금량은 2013년 말 1000억 위안으로 증가했다.

### 홍콩 및 마카오 (중국은행)
2010년 이래 CNH 예금은 900억 런민비에서 2014년 상반기 1조 1250억 런민비로 12배 증가했으며, 홍콩 은행이 처리한 무역 결제액과 CNH 채권 발행 잔액은 각각 107배(270억 런민비에서 2조 9260억 런민비) 및 12배(300억 런민비에서 3840억 런민비) 증가했다. 2014년 현재 홍콩은 여전히 중국 본토 외 최대 역외 런민비(CNH) 허브이다. 4월 10일, 중국증권감독관리위원회(CSRC)와 홍콩 증권선물위원회(SFC)는 상하이-홍콩 증시 연결(SHKSC) 시범 프로그램을 공동으로 발표했으며, 이는 홍콩 투자자가 상하이 상장 A-주식을 매수하고 그 반대도 가능하게 한다. 이 시범 프로그램은 2014년 10월 13일부터 운영될 예정이었으며, 홍콩 거주자들의 A-주식에 대한 역내 투자 한도는 3000억 위안이었다 (실제 개시는 11월 17일이었으며, 시장 개장 5시간도 채 안 되어 주로 북향 거래에서 일일 한도에 도달했다).

### 런던 (중국건설은행)
2013년 런던은 중국 영토 밖에서 런민비 표시 무역 활동의 60% 이상을 차지했으며, 일일 거래량은 31억 파운드로 증가했다.
2014년 6월 18일, 중국인민은행은 중국건설은행(런던)을 런던의 런민비 청산 은행으로 임명했다. 영국은 2013년 7월부터 2014년 7월까지 런민비 결제에서 123.6%의 성장률을 기록하며 유럽을 선도했다.
2018년 런던은 SWIFT를 통한 런민비 결제에서 홍콩(79.05%)에 이어 2위(5.17%)를 차지했으며, 싱가포르, 미국, 중화민국이 그 뒤를 이었다. 그러나 런던은 런민비 외환 거래(MT300 기반 은행간 거래)에서 36.07%로 1위를 차지했으며, 홍콩(29.61%)이 그 뒤를 이었다.

### 룩셈부르크
2011년 5월, 유럽 기업이 중화권 외부에서 발행한 최초의 딤섬 본드가 룩셈부르크 증권거래소에 상장되었다.
2014년 1분기 룩셈부르크는 유럽에서 런민비 사업 1위, 전 세계적으로 3위의 입지를 확고히 했다. 런민비 예금은 2013년 말 대비 24% 증가한 794억 위안을 기록했다.
2014년 5월, 중국 법인이 유로존에서 발행한 최초의 딤섬 본드인 이른바 솅겐 본드가 룩셈부르크 증권거래소에 상장되었다.
룩셈부르크는 유럽에서 런민비 증권 결제 센터 및 런민비 표시 채권의 선두 주자이며, 790억 런민비의 예금과 2610억 런민비 이상의 투자 펀드가 등록되어 있다.

### 말레이시아
2014년 7월, SWIFT는 말레이시아를 런민비 역외 센터 상위 10위권에 포함시켰다. 런민비 무역 결제량은 2010년 이래 3배 증가하여 30억 런민비(2013년)를 기록했으며, 런민비 예금(107억)과 외환 거래량(일일 5억 8천만 달러)은 2010년 이래 각각 10배 및 15배 이상 증가했다. 2014년 중반 현재 말레이시아 기업의 런민비 채권 발행액은 44억 런민비에 달했다.

### 모스크바
2010년 12월 15일, 모스크바 은행간 통화 거래소(MICEX)는 중국 외 지역에서 런민비를 거래하는 최초의 규제 시장이 되었으며, 한 시간의 거래 후 비교적 적은 첫 거래 세션 회전율인 490만 위안 또는 2280만 루블을 기록했다.
2011년 MICEX는 모스크바 증권거래소에 편입되었고, 런민비는 루블화에 대해 계속 거래되었다. 2012년에는 런민비 거래량이 전년 대비 70% 증가했다.
2013년 4월부터 6월까지 모스크바 증권거래소에서 거래되는 런민비의 일일 평균 가치는 거의 4배 증가하여 처음으로 3천만 위안을 넘어섰다. 2013년 7월 3일에는 5520만 위안으로 사상 최고치를 기록했다.

### 파리 (프랑스)
2013년 파리의 런민비 예금은 100억 위안에 달하여 런던에 이어 유럽에서 두 번째로 큰 중국 통화 풀이 되었다.

### 싱가포르 (중국공상은행)

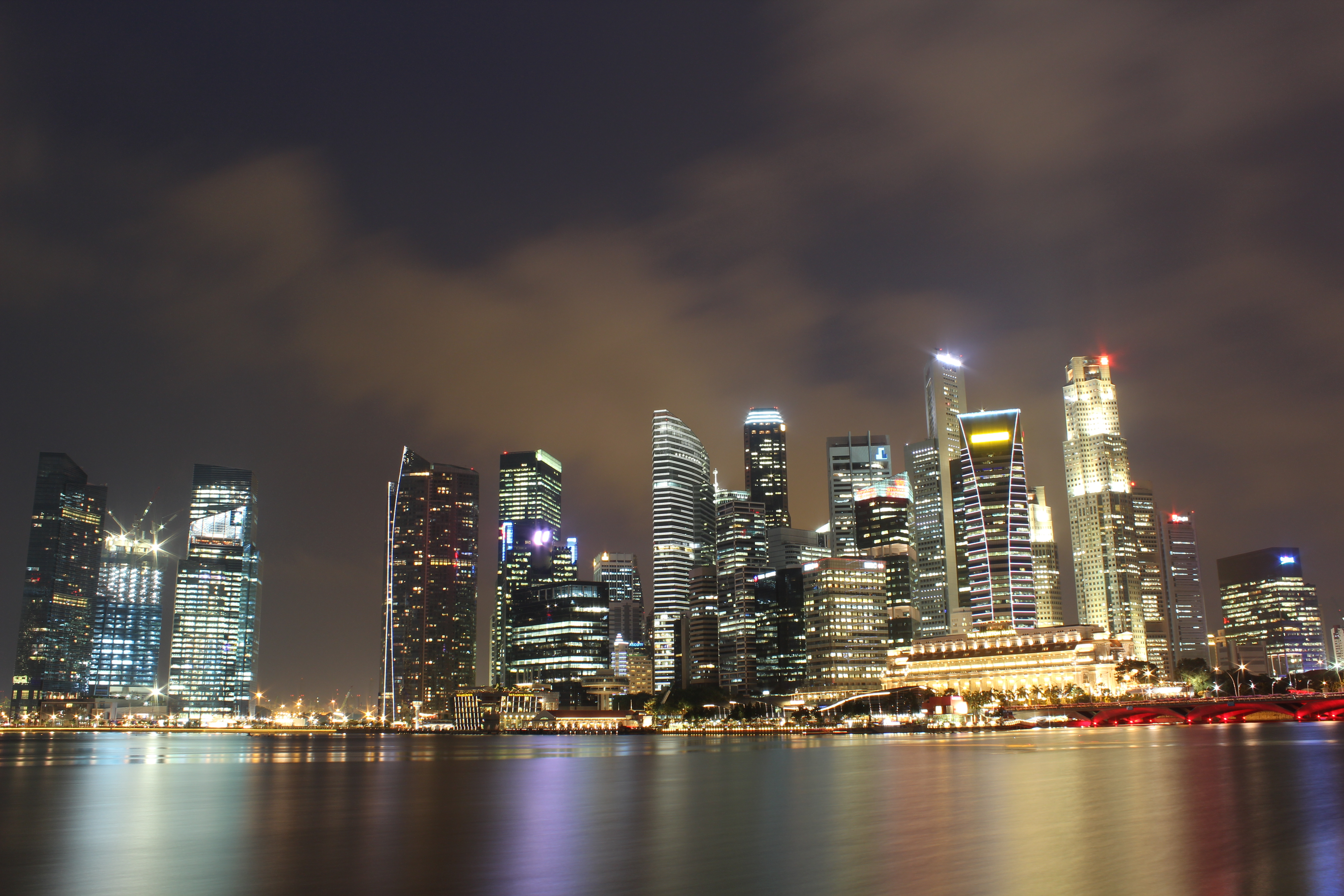
2013년 도시국가 싱가포르는 세계 3위의 외환 (FX) 허브가 되었으며, 영국과 미국에 이어 3위를 차지했다 같은 해 10월에는 싱가포르 달러가 런민비와 직접 거래될 계획이 확정되었다.

싱가포르 통화청(MAS)에 따르면 싱가포르에서 런민비 사용이 2012년 이래 40% 증가했으며, 총 런민비 표시 예금은 1,400억 위안 이상으로 평가되었다.
2013년 2월 7일, 중국인민은행은 중국공상은행(싱가포르)을 싱가포르의 위안화 청산 은행으로 지정했다.
2013년 3월 7일, 중국인민은행은 MAS와 3년 만기 BSA를 갱신하고 시설을 1,500억 위안(싱가포르 달러 300억)으로 두 배 늘렸다.
2014년 6월, 중국인민은행과 MAS는 쑤저우 공업단지(SIP) 이니셔티브를 공동으로 발표했는데, 이는 중국이 홍콩(첸하이와 함께)과 중화민국(쿤산과 함께)에 이어 싱가포르를 역외 위안화 센터로 인정한 것을 분명히 보여주었다.
2014년 10월 28일, 싱가포르 달러와 런민비(CNY/SGD) 간의 직접 통화 거래가 시작되었다. 싱가포르 달러는 중국 외환 거래 시스템(CFETS) 플랫폼에 추가되었으며, 2014년 10월 28일 현재 위안화와 10개 외국 통화 간의 금융 운영 및 거래를 제공한다.

### 대한민국 (교통은행)
2014년 7월 4일, 중국인민은행은 교통은행(서울)을 대한민국 런민비 청산 은행으로 임명했다.

### 스위스
2014년 7월 21일, 중국인민은행과 스위스 국립은행은 양자 통화 스와프 협정을 체결했다.

### 중화민국 (중국은행)
2012년 12월 11일, 중국인민은행은 중국은행(타이베이)을 중화민국 런민비 청산 은행으로 승인했다.

### 도쿄
2012년, 일본 엔과 런민비 간의 직접 거래가 시작되었으며, 미쓰이스미토모 은행이 런민비 예금을 수락하는 최초의 주요 일본 은행이 되었다.

## 런민비를 거래하는 외국 은행 목록
- BNP 파리바
- HSBC
- 스탠다드차타드 은행
- 크레디 아그리콜 CIB
- 도이체 방크
- 뱅크 오브 아메리카
- 씨티그룹
- 미쓰비시 UFJ 파이낸셜 그룹
- 유초 은행
- 뱅크 오브 이스트 아시아
- 뱅크 오브 싱가포르
- DBS 은행
- 부산은행
- 대구은행
- 카시콘은행
- 방콕은행
- 시암 상업 은행
- 필리핀 제도 은행
- 말라얀 뱅킹 버하드
- 커먼웰스 은행 오브 오스트레일리아

## 비판
독일 시사 주간지 슈피겔은 중국의 위안화 준비 통화화 시도에 대해 비현실적이라고 비판했다. 이는 자본 통제를 해제해야 가능하지만, 중국은 유리한 환율을 유지하기 위해 이를 해제하기를 꺼리기 때문이라는 것이다.

## 같이 보기
- 주요 교역국 목록
- 중국의 주요 교역국 목록
- 런민비 통화 가치
- 중국의 통화 정책